# Ukaeb
L'ukaeb és un plat de la gastronomia de la República de Palau i, especialment, una preparació típica de l'illa de Peleliu. Consistix en un cranc terrestre del qual se'n buida la carn per a cuinar-la i picar-la. Després, aquesta mateixa carn picada es barreja amb llet de coco cremosa i es torna a introduir dins la closca; se servix d'una sola peça i la closca fa de recipient en què l'ukaeb és consumit.
Es tracta d'una delicadesa pròpia de banquets i celebracions especials, àpats en els quals se'n poden arribar a consumir fins a centenars. L'ukaeb és sobretot consumit en el període procliu de caça del cranc, és a dir, entre l'abril i el juny. I com moltes altres de les preparacions tradicionals de Palau, té un component clau en la subsistència econòmica de les dones palauaianes, tot i que és una activitat productiva que col·lidix amb la situació de regressió ecològica de diverses espècies de crancs terrrestres a Peleliu. Els tipus de crancs més caçats i venuts com a ukaeb són Cardisoma hirtipes (popularment en palauès, rekung el beab), Cardisoma carnifex (rekung el daob), Eriphia sebana (cheoich; si bé no és un cranc com a tal) i, en grau més baix perquè a voltes genera reaccions al·lèrgiques, Gecarcoidea lalandii (kesuar).
L'ukaeb és una menja similar al pång’lao, propi de l'illa de Guam, i que també té similituds quant a un cranc sencer farcit. De fet, tant Palau com les Filipines són exportadors importants de crancs ja farcits atés el temps i expertesa que es necessita per a caçar-los, purgar-los de les toxines que acumulen i cuinar-los adequadament. De fet, tot i que el 1994 es van prohibir les exportacions d'aquests crancs perquè ja existien indicis clars del seu declivi, el factor econòmic en la sustentació femenina i que es tracta d'un producte de valor afegit fan que encara se'n permeti el comerç en forma d'ukaeb i com a menjar preparat. Conscients de la situació, moltes d'estes dones —que a mitjan dècada del 2000 podien guanyar fins a 1.000 $ mensuals en esta activitat—, conscients de la fragilitat de l'ecosistema, advoquen per a mides mínimes de recol·lecció (només quan els crancs són prou grossos), zones no habilitades, l'opció de la piscicultura o fins i tot prohibir la caça d'eixos espècimens amb ous.